# Yaylabeli, Mudurnu
Yaylabeli là một xã thuộc huyện Mudurnu, tỉnh Bolu, Thổ Nhĩ Kỳ. Dân số thời điểm năm 2010 là 139 người.